# Juan José Martínez López
Juan José Martínez López fue un economista, docente y político nicaragüense. Tuvo gran desempeño en la fundación del Banco Central de Nicaragua como Jefe de Estudios Económicos de 1960 a 1968. Fue ministro de Economía de Nicaragua de 1969 a 1977. Se desempeñó como Secretario de la Secretaría Técnica de la Presidencia de Nicaragua en 2001. En el 2005 escribió un libro sobre la Historia del Banco Central de Nicaragua.

## Biografía
Martínez López nació en Managua, Nicaragua, el 19 de marzo de 1927, segundo de cinco hijos del matrimonio de Juan José Martínez Martínez y Ana María López Vanegas. Cursó estudios en el Instituto Pedagógico de Varones de Managua, Congregación La Salle de la Orden de los Hermanos de las Escuelas Cristianas, en el período de mayo de 1942 a diciembre de 1946. Fue nombrado maestro de la escuela anexa Monseñor Lezcano y brevemente cursó estudios en la Escuela de Ingeniería y luego en la Facultad de Derecho de la Universidad Libre, previo a su clausura. 

## Trayectoria
En 1950 pudo viajar a México a estudiar la carrera Universitaria de Economía con orientación bancaria e industrial en el período 1950–1954, graduándose de Licenciado en Economía en la Universidad Nacional Autónoma de México (UNAM).
En 1956, de vuelta en Nicaragua trabajó como técnico en la Dirección General del Presupuesto, bajo la dependencia del Ministerio de Hacienda y Crédito Público en el área de las Finanzas Púbicas en la Dirección General del Presupuesto. Al año siguiente hasta 1960 trabajó para  Instituto de Fomento Nacional (INFONAC). Martínez se incorporó luego al Departamento de Emisión del Banco Nacional y luego formaría parte del Equipo Técnico del futuro Banco Central de Nicaragua. En ese mismo año el gerente del banco Francisco Laínez le presentó al Presidente de la República, Luis Somoza Debayle el proyecto de Ley del Banco Central, el que fue tramitado en el Congreso entre julio y agosto de 1960. El Congreso Nacional de la República por medio del Decreto Legislativo n.º 525 del 25 de agosto de 1960, emitió la Ley Orgánica del Banco Central que creó dicha Institución, la que inició sus operaciones el 1 de enero de 1961. En donde Martínez López se desempeñó como Jefe de Estudios Económicos de 1960 a 1968.
En 1968 Martínez López recibió una llamada del ayudante personal del presidente Somoza, diciéndole que se presentara en casa de Alfonso Lovo Cordero, donde fue llamado como ministro de Economía a partir del próximo mes de enero de 1969 y se desempeñó en el cargo hasta el año 1977.
En 1979 se trasladó con su familia primero a la Ciudad de México y posteriormente radicó en la ciudad de Torreón, Coahuila, México.
En 1997, viajó a Managua, Nicaragua a visitar a sus familiares y amigos y tuvo la oportunidad de platicar con el Sr. Presidente de Nicaragua Dr. Arnoldo Alemán Lacayo, quien le ofreció trabajar en su Gobierno, en la Secretaría Técnica de la Presidencia, lo cual aceptó. 
En 2002, cuando inició su periodo Presidencial el Ingeniero Enrique Bolaños Geyer, el Licenciado Juan José Martínez López permaneció trabajando en la Secretaría Técnica de la Presidencia hasta 2005. En 2005, el Dr. Mario Alonso Icabalceta, Presidente del Banco Central de Nicaragua, le propuso que escribiera la Historia del Banco Central, esta obra fue concluida en 2006 siendo el presidente del Banco Central, el Dr. Mario Arana Sevilla, quien firmó la nota de presentación de la obra. El trámite para la impresión se llevó hasta 2007, periodo en que hubo cambio de Gobierno y entró al poder el Frente Sandinista de Liberación Nacional, las autoridades del Banco Central cambiaron y esta obra histórica se ignora si se publicó. En 2008 regresó nuevamente a la ciudad de Torreón, Coahuila, México, donde participó en la creación del Plan de Estudios para obtener la Revalidación Oficial de Estudios de la Ingeniería en Audio en el Colegio de Estudios en Audio y Producción Musical, trámite realizado ante la Secretaría de Educación Pública.
Falleció en Torreón, Coahuila, a los 91 años rodeado de su esposa, hijos, nietos y bisnietos, el 4 de julio del 2018.